# WTA Tour Championships 2006 - Singolare
Il singolare del WTA Tour Championships 2006 è stato un torneo di tennis facente parte del WTA Tour 2006.
Amélie Mauresmo era la detentrice del titolo, ma ha perso in finale contro Justine Henin con il punteggio di 6–4, 6–3.

## Teste di serie
1. (1)  Amélie Mauresmo (finale)
2. (2)  Marija Šarapova (semifinali)
3. (3)  Justine Henin (campionessa)
4. (4)  Svetlana Kuznecova (round robin)

1. (5)  Nadia Petrova (round robin)
2. (6)  Kim Clijsters (semifinali)
3. (7)  Elena Dement'eva (round robin)
4. (8)  Martina Hingis (round robin)

## Tabellone

### Legenda
| - Q = Qualificato - WC = Wild card - LL = Lucky loser | - ALT = Alternate - SE = Special Exempt - PR = Protected Ranking | - w/o = Walkover - r = Ritirato - d = Squalificato |

### Finali
|  | Semifinali | Semifinali      | Semifinali      | Semifinali | Semifinali |  |  | Finale | Finale          | Finale          | Finale | Finale |  |
|  |            |                 |                 |            |            |  |  |        |                 |                 |        |        |  |
|  | 1          | Amélie Mauresmo | 6               | 3          | 6          |  |  |        |                 |                 |        |        |  |
|  | 6          | Kim Clijsters   | 2               | 6          | 3          |  |  | 1      | Amélie Mauresmo | Amélie Mauresmo | 4      | 3      |  |
|  | 2          | Marija Šarapova | Marija Šarapova | 2          | 65         |  |  | 3      | Justine Henin   | Justine Henin   | 6      | 6      |  |
|  | 3          | Justine Henin   | Justine Henin   | 6          | 7          |  |  |        |                 |                 |        |        |  |

### Gruppo Rosso
|   |                    | Šarapova | Kuznecova | Clijsters | Dement'eva | RR W–L | Set W–L | Game W–L | Posizione |
| 2 | Marija Šarapova    |          | 6–1, 6–4  | 6–4, 6–4  | 6–1, 6–4   | 3–0    | 6–0     |          | 1         |
| 4 | Svetlana Kuznecova | 1–6, 4–6 |           | 1–6, 1–6  | 7–5, 6–3   | 1–2    | 2–4     |          | 3         |
| 6 | Kim Clijsters      | 4–6, 4–6 | 6–1, 6–1  |           | 6–4, 6–0   | 2–1    | 4–2     |          | 2         |
| 7 | Elena Dement'eva   | 1–6, 4–6 | 5–7, 3–6  | 4–6, 0–6  |            | 0–3    | 0–6     |          | 4         |

La classifica viene stilata in base ai seguenti criteri: 1) Numero di vittorie; 2) Numero di partite giocate; 3) Scontri diretti (in caso di due giocatori pari merito ); 4) Percentuale di set vinti o di games vinti (in caso di tre giocatori pari merito ); 5) Decisione della commissione.

### Gruppo giallo
|   |                 | Mauresmo         | Henin            | Petrova       | Hingis        | RR W–L | Set W–L | Game W–L | Posizione |
| 1 | Amélie Mauresmo |                  | 4–6, 7–6(3), 6–2 | 2–6, 2–6      | 3–6, 6–1, 6–4 | 2–1    | 4–4     |          | 1         |
| 3 | Justine Henin   | 6–4, 6(3)–7, 2–6 |                  | 6–4, 6–4      | 6–2, 6–7, 6–1 | 2–1    | 5–3     |          | 2         |
| 5 | Nadia Petrova   | 6–2, 6–2         | 4–6, 4–6         |               | 4–6, 6–3, 3–6 | 1–2    | 3–4     |          | 4         |
| 8 | Martina Hingis  | 6–3, 1–6, 4–6    | 2–6, 7–6, 1–6    | 6–4, 3–6, 6–3 |               | 1–2    | 4–5     |          | 3         |

La classifica viene stilata in base ai seguenti criteri: 1) Numero di vittorie; 2) Numero di partite giocate; 3) Scontri diretti (in caso di due giocatori pari merito ); 4) Percentuale di set vinti o di games vinti (in caso di tre giocatori pari merito ); 5) Decisione della commissione.